# Bertine Zetlitz
Bertine Zetlitz (ur. 9 kwietnia 1975) – norweska wokalistka.

## Dyskografia
| Morbid Latenight Show       | - Data: 2 marca 1998 - Wydawca: Parlophone  | 27 |                        |
| Beautiful So Far            | - Data: 4 września 2000 - Wydawca: EMI      | 2  | - NOR: złota płyta     |
| Sweet Injections            | - Data: 24 lutego 2003 - Wydawca: Capitol   | 1  | - NOR: platynowa płyta |
| Rollerskating               | - Data: 1 listopada 2004 - Wydawca: Capitol | 2  |                        |
| My Italian Greyhound        | - Data: 18 września 2006 - Wydawca: Capitol | 6  |                        |
| Electric Feet               | - Data: 15 marca 2012 - Wydawca: Columbia   | 6  |                        |
| Tikamp                      | - Data: 23 lutego 2015 - Wydawca: RCA       | 7  |                        |
| "—" album nie był notowany. |                                             |    |                        |

## Nagrody i wyróżnienia
| Rok  | Kategoria           | Tytułem               | Nagroda          | Nota      | Źródło |
| ---- | ------------------- | --------------------- | ---------------- | --------- | ------ |
| 1998 | Popsolist           | Morbid Latenight Show | Spellemannprisen | Laur      | [ 11 ] |
| 1998 | Årets nykomer       | Morbid Latenight Show | Spellemannprisen | Laur      | [ 11 ] |
| 2000 | Popsolist           | Beautiful So Far      | Spellemannprisen | Laur      | [ 11 ] |
| 2000 | Årets musikkvideo   | "Adore Me"            | Spellemannprisen | Nominacja | [ 11 ] |
| 2003 | Musikkvideo         | "Girl Like You"       | Spellemannprisen | Nominacja | [ 11 ] |
| 2003 | Kvinnelig Popsolist | Sweet Injections      | Spellemannprisen | Laur      | [ 11 ] |
| 2004 | Musikkvideo         | "Fake Your Beauty"    | Spellemannprisen | Nominacja | [ 11 ] |
| 2004 | Kvinnelig Artist    | Rollerskating         | Spellemannprisen | Nominacja | [ 11 ] |